# Giacomo Matteotti
Giacomo Matteotti (Fratta Polesine (provincie Rovigo), 22 mei 1885 - Rome, 10 juni 1924) was een Italiaans socialistisch politicus die in 1924 door een fascistische knokploeg vermoord werd. Het is onduidelijk of dit gebeurde in opdracht van premier Benito Mussolini of dat de knokploeg op eigen houtje handelde.

## Biografie
Matteotti werd geboren als zoon van een rijke familie in Fratta Polesine, provincie Rovigo in Veneto.
Hij haalde een licentiaat in de rechten aan de Universiteit van Bologna en was van jongs af aan een activist in de socialistische beweging en de Italiaanse Socialistische Partij. Hij verzette zich tegen Italië's deelname aan de Eerste Wereldoorlog en werd hierom geïnterneerd op Sicilië tijdens deze oorlog.
Hij werd drie keer verkozen: in 1919, 1921 en 1924.
Als opvolger van Filippo Turati werd Matteotti de leider van de Verenigde Socialistische Partij (Partito Socialista Unitario, PSU) in de Italiaanse Kamer van Afgevaardigden na de splitsing van de Socialistische Partij. Hij sprak zich openlijk uit tegen het fascisme en Benito Mussolini en gedurende een tijd was hij de leider van de oppositie tegen de Nationale Fascistische Partij (PNF). Sinds 1921 stelde hij fascistische gewelddadigheden aan de kaak in een pamflet met de titel Inchiesta socialista sulle gesta dei fascisti in Italia (Socialistisch onderzoek naar de daden van de fascisten in Italië).

## Moord

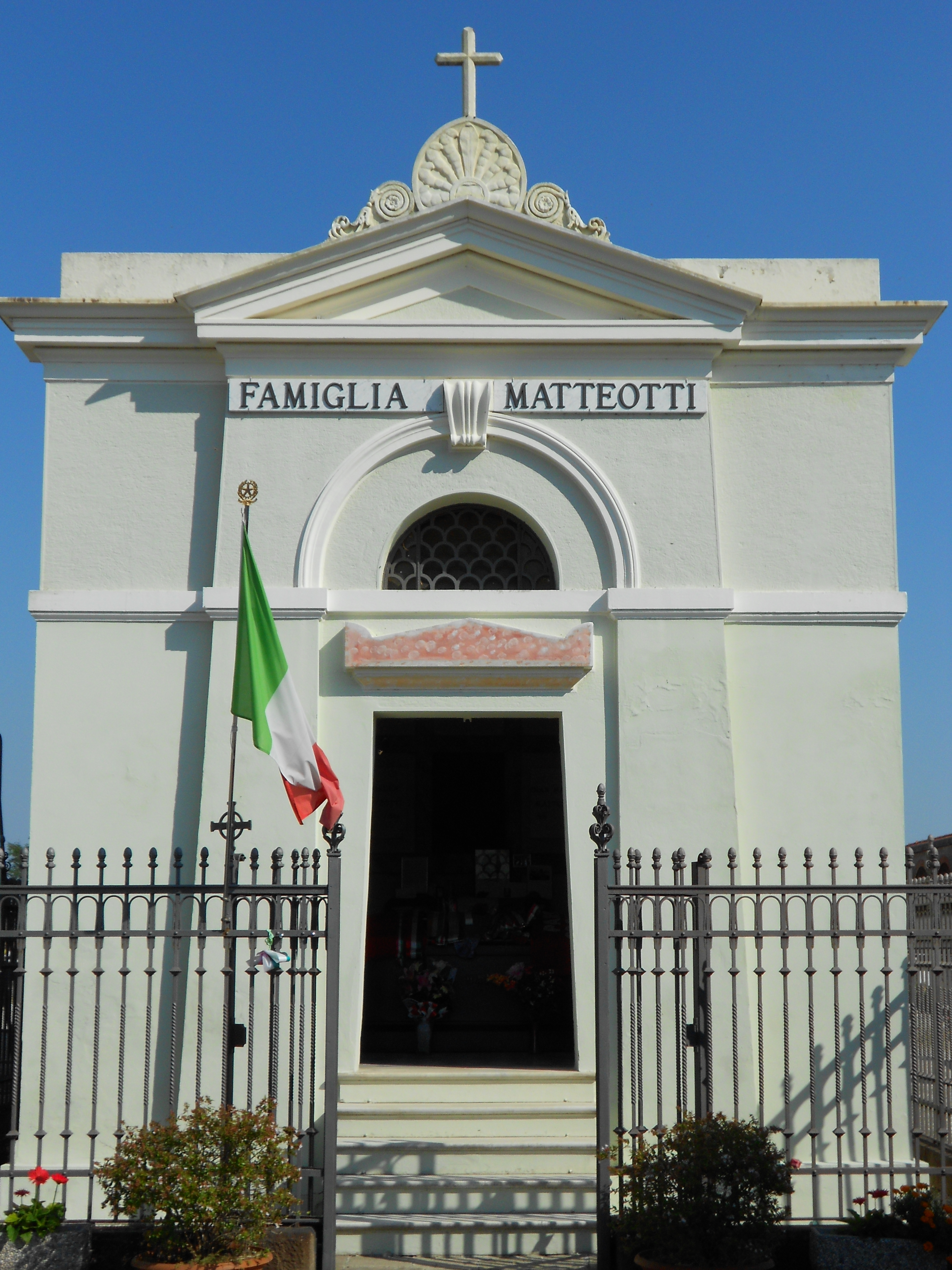
Graf van Giacomo Matteotti, Fratta Polesine, Rovigo

De moord vond plaats op een tijdstip waarop het gezag van Mussolini en zijn fascistische partij nog niet absoluut was. De afgevaardigde Matteotti had kort tevoren in het parlement Mussolini scherp veroordeeld en gezegd dat de recente verkiezingen, die door de fascisten waren gewonnen, een farce waren. Mussolini reageerde hierop door in het openbaar op te merken dat "deze vent, nadat hij die woorden gesproken heeft, niet langer meer zou mogen rondlopen...". Dat was dus een verholen uitnodiging tot moord (vergelijk het geval van koning Hendrik II van Engeland en Thomas Becket of dat van de Oekraïense president Leonid Koetsjma en de journalist Gongadze). Matteotti besefte dit naar het schijnt maar al te goed, hij zou na zijn rede tegen een medestander hebben gezegd dat deze nu alvast zijn begrafenisrede kon gaan schrijven.
De moord betekende een ernstige crisis voor het regime van Mussolini. Na Matteotti's plotselinge verdwijning ontkende hij eerst er ook maar iets mee te maken te hebben. Toen een paar weken later het lijk gevonden werd, verklaarde hij evenwel met veel bombarie de "morele, politieke en historische verantwoordelijkheid" voor de moord op zich te nemen. Doordat de pers al in hoge mate "gelijkgeschakeld" was, wekte de affaire bij de publieke mening minder opschudding dan anders het geval zou zijn geweest. Na enkele maanden waren de meeste Italianen de zaak "vergeten". Voor Mussolini vormde de affaire de aanleiding tot een "vlucht naar voren". Hij versnelde de invoering van een totalitair staatsbestel.

## Herdenking
Een monument ter ere van Giacomo Matteotti, ontworpen door de Belgische beeldhouwer War Van Asten, werd in 1927 ingehuldigd in de Maison du Peuple in Brussel. Het monument, gemaakt van wit Vosges-zandsteen in de Art Deco-stijl, toont een pilaar met een vlammend hart, symbool voor Matteotti’s passie voor vrijheid, en figuren van een rouwende arbeider en een vrouw met gebogen hoofd. In 1970 werd het monument verplaatst naar Wasmes.

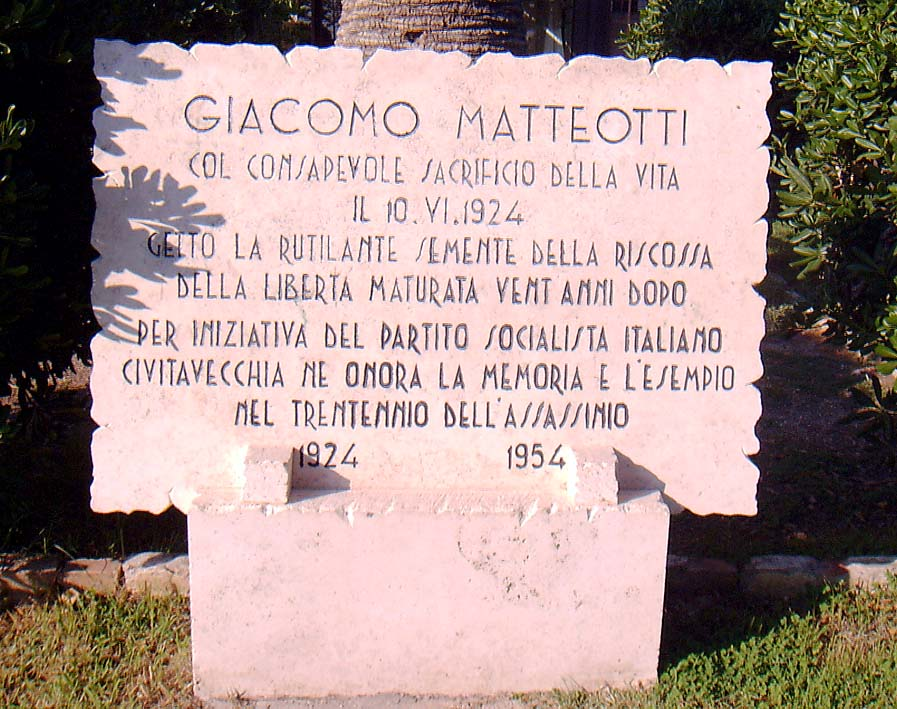
Herdenkingsteken

In Rovigo staat op het Piazza Giacomo Matteotti een bronzen sculptuur van Augusto Murer, geplaatst in 1978 ter nagedachtenis aan Giacomo Matteotti met op de piëdestal de tekst: Uccidete me, ma l’idea che è in me non la ucciderete mai (Je kunt me doden, maar mijn ideeën zul je nooit doden).
Zie ook https://memo.anpi.it/monumenti/3810/monumento-a-matteotti/ voor meerdere monumenten.

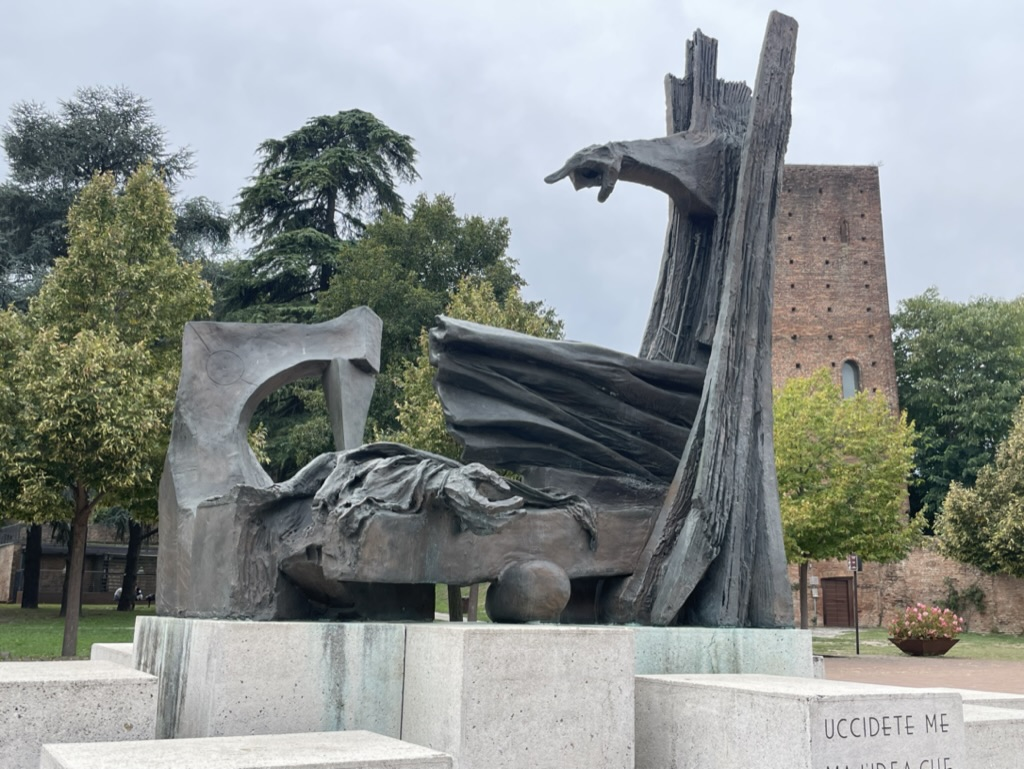
Monument voor Giacomo Matteotti in Rovigo

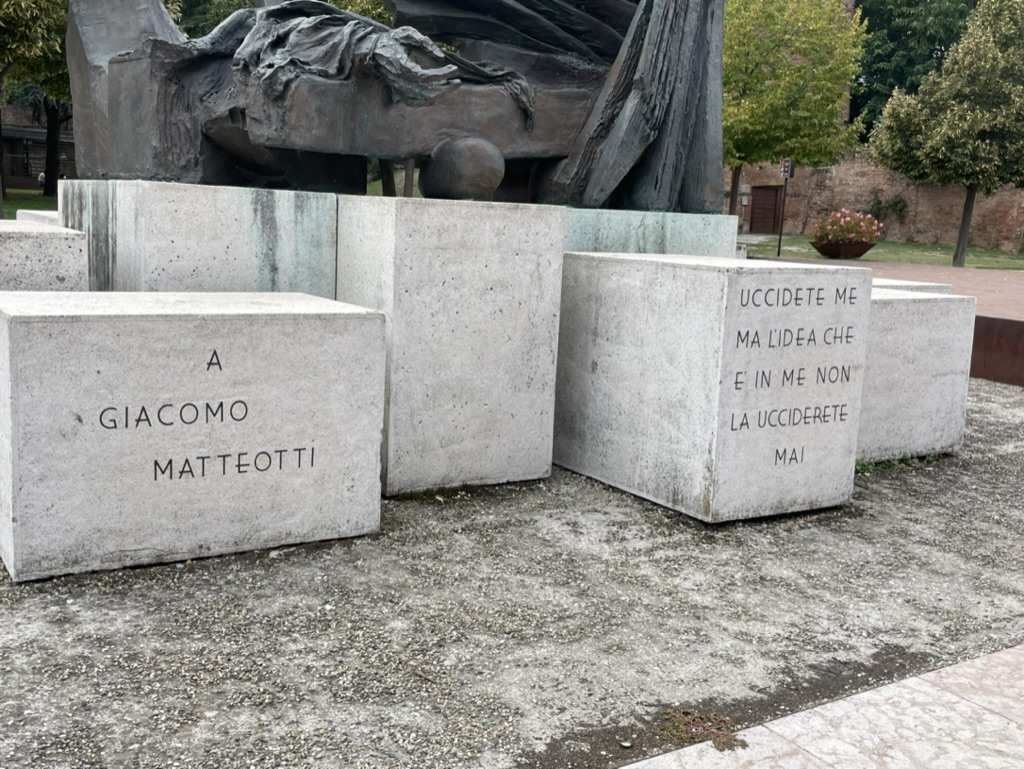
Monument voor Giacomo Matteotti in Rovigo - pedestal

- Biblioteca Nacional de España: XX1609124
- Bibliothèque nationale de France: cb120305562 (data)
- Catàleg d'autoritats de noms i títols de Catalunya: 981058526589806706
- CiNii: DA02262755
- Gemeinsame Normdatei: 119217570
- International Standard Name Identifier: 0000 0000 8088 5283
- Library of Congress Control Number: n79120220
- Nationale Bibliotheek van Tsjechië: skuk0000840
- Nationale bibliotheek van Australië: 35334978
- Nationale Bibliotheek van Israël: 987007275558305171
- Nederlandse Thesaurus van Auteursnamen: 074777386
- Istituto Centrale per il Catalogo Unico: CFIV022414
- LIBRIS: 267595
- SNAC: w6bb0dbt
- Système universitaire de documentation: 028477820
- Trove: 915831
- Virtual International Authority File: 9862153
- WorldCat: E39PBJr7TC6DQdgJ69qMhQ6dwC